# Gesellschaft zur Herausgabe von Denkmälern der Tonkunst in Bayern
Die Gesellschaft zur Herausgabe von Denkmälern der Tonkunst in Bayern war eine 1899 gegründete Organisation in Bayern.

## Geschichte
1899 gründete der Musikwissenschaftler Adolf Sandberger, der sich 1894 an der Universität München habilitiert hatte und 1900 dort zum Professor ernannt wurde, die Gesellschaft zur Herausgabe von Denkmälern der Tonkunst in Bayern. Damit stellte sich Bayern neben Initiativen, die in Berlin zur Einrichtung der Denkmäler deutscher Tonkunst und in Wien zu den Denkmäler der Tonkunst in Österreich geführt hatten. Zwischen 1900 und 1931 erschienen 38 Bände der Denkmäler der Tonkunst in Bayern, die anfangs von Sandberger selbst, dann auch von namhaften Wissenschaftlern wie Hugo Riemann ediert wurden. Hierbei wurden zahlreiche Werke damals weithin vergessener Komponisten herausgegeben, darunter die der Mannheimer Schule, was sich durch die spätere Übersiedlung des Mannheimer Hofs nach Bayern begründete. Die Gesellschaft ging 1958 in der neu gegründeten Gesellschaft für Bayerische Musikgeschichte auf, die seit 1967 zahlreiche weitere Editionen vorlegte.